# 桑托什·拉姆
桑托什·拉姆（Santosh Ram，1979年—）是印度电影导演、作家和制片人。他以短片Vartul (2009)、Galli (2015) 和 Prashna (2020) 而广为人知，这些短片在世界各地的各种电影节上获奖并放映。 他的处女作短片Vartul 在超过 56 个电影节上放映，赢得了 13 个奖项。 Prashna (Question) 2020 入围Filmfare短片奖 2020。桑托什·拉姆 (Santosh Ram) 在意大利佛罗伦萨举行的 2021 年联合国儿童基金会因诺琴蒂电影节上凭借普拉什纳 (Prashna) 获得了 Iris 奖特别提名奖（写作）。

## 早年生活和背景
拉姆出生在马哈拉施特拉邦拉杜尔县Dongershelki。拉姆在马哈拉施特拉邦乌德吉尔的一个中产阶级家庭长大。 拉姆受到他在马拉特瓦达地区度过的童年的影响。 

## 职业
桑托什于 2009 年通过编写和导演短片开始了他的电影制作生涯。他的首部马拉地语短片Vartul是用35 毫米胶片拍摄的。 Vartul (2009) 在超过 56 个国家和国际电影节放映，包括第 11 届 Osian's Cinefan 电影节 2009 年，新德里，第三届喀拉拉邦国际纪录片和短片电影节，2010 年，印度，Third Eye 第八届亚洲电影节 2009年，孟买，2013年第17届多伦多Reel亚洲国际电影节（加拿大），获得十三项大奖。他的第二部短片Galli (2015) 在 13 个国内和国际电影节上放映。他的最新电影《Prashna》（2020） 入围2020年Filmfare短片奖 ，并正式入围全球36个电影节 ，斩获十七项大奖。

## 片目
| 年     | 电影                        | 语言             | 导演 | 作家 | 制作人 | 笔记                                         |
| ------ | --------------------------- | ---------------- | ---- | ---- | ------ | -------------------------------------------- |
| 2009   | 瓦尔图尔                    | 马拉地语         | 是的 | 是的 | 不     | 五十三个电影节官方评选 荣获14项大奖          |
| 2015年 | 加利                        | 马拉地语         | 是的 | 是的 | 是的   | 十三届电影节正式入围 短片                    |
| 2020   | 普拉什纳                    | 马拉地语         | 是的 | 是的 | 不     | 在全球第37届电影节上正式评选，获得17个奖项。 |
| 2024年 | Yuvraj 和 Shahajahan 的故事 | 马拉地语、印地语 | 是的 | 是的 | 是的   | 短片                                         |
| 2026年 | 中国移动                    | 马拉地语         | 是的 | 是的 | 是的   | 故事片                                       |

## 奖项和表彰
瓦图尔2009
- 最佳影片 - 2010 年第四届印度国际短片电影节，钦奈。
- 最佳影片 - 第二届那格浦尔国际电影节 2011
- 最佳导演 - 2011 年浦那短片电影节，浦那
- 最佳影片 - 2013 年第 6 届果阿马拉地语电影节，果阿
- 最佳儿童电影 - 马拉巴尔短片电影节 2013
- 杰出电影制作感谢奖- Kanyakumari 国际电影节 2013，Kanyakumari
- 评审团特别提名-新孟买国际电影节[14] 2014, 新孟买
- 最佳影片 - Barshi 短片电影节 2014
- 最佳影片 - 第一届马哈拉施特拉邦短片电影节 2014
- 提名 - 2010 年马哈拉施特拉邦时报奖

普拉什纳2020
- 2021 年意大利佛罗伦萨联合国儿童基金会因诺琴蒂电影节 Iris 奖特别提名（写作）。 [15]
- 提名 - 最佳短片 - Filmfare Awards 2020 [16]
- 最佳短片 - 第三届复古国际电影节， [17] 2020
- 最佳短片 - 2021 年第 4 届 Anna Bhau Sathe 国际电影节
- 最佳社会短片 - Bettiah 国际电影节，2020
- 最佳短片特别荣誉奖 - 2020 年发芽种子国际短片电影节
- 最佳导演 - 2021年第四届安娜·鲍·萨特国际电影节
- 最佳剧本 - 2021 年第 4 届 Anna Bhau Sathe 国际电影节
- 最佳短片特别提名 - 第 14 届 SiGNS 短片和纪录片电影节， [18] 2021
- 最佳短片 - 第六届孟加拉国际短片电影节， [19] 2021
- 评审团特别提名奖 - 第 9 届 Smita Patil 纪录片和短片电影节，浦那。
- 最佳故事 - 2022 年马塔短片电影节。 , 孟买
- 国际短片竞赛文凭“为偏远地区的教育发展”。 [20]